# جان بولوک کلارک جونیور
جان بولوک کلارک جونیور (انگلیسی: John Bullock Clark Jr.; ۱۴ ژانویهٔ ۱۸۳۱ – ۷ سپتامبر ۱۹۰۳) فرد نظامی اهل ایالات متحده آمریکا بود.